# Chlorochaeta cheramota
Chlorochaeta cheramota là một loài bướm đêm trong họ Geometridae.